# Ancie

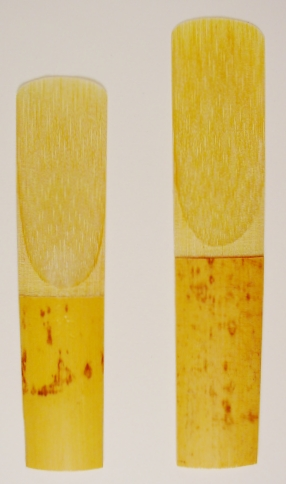
Ancii de saxofon alto și tenor

O ancie este o lamă elastică și care prin vibrație produce sunete în anumite instrumente muzicale: instrumente de suflat din lemn (clarinet, saxofon) sau instrumente complexe (acordeon, orgă). Vibrația este indusă de variațiile de presiune provocate de un curent de aer suflat asupra lamelei și este amplificată și modulată de un sistem de cavități de rezonanță. Anciile sunt confecționate din trestie arundo donax⁠(en)[traduceți], metal sau plastic.